# René Alleau
« Alleau » redirige ici. Pour les articles homophones, voir Allô, Alo, Hallo et Halo.
René Alleau, né le 6 juin 1917 à Sainte-Savine et mort le 18 octobre 2013 à Vallabrix, est un auteur français, ancien ingénieur-conseil, historien des sciences occultes, qui a publié de nombreux ouvrages sur le symbolisme, l'alchimie et les sociétés secrètes.

## Biographie
Il a dirigé la collection Bibliotheca hermetica aux éditions Denoël, qui recueillit des textes anciens où s'expriment des grands noms de l'alchimie. Il collabore au bimédia Symbole consacré au pérennialisme (école de pensée traditionaliste) et à l'ésotérisme.
Il a également contribué à l'Encyclopædia Universalis avec de nombreux articles,.
Dans les années 1950-60, il fut un proche d'André Breton.
L'article de René Alleau dans le no 1 du Surréalisme Même paru en 1961 fut l'occasion du rapprochement entre Breton et le jeune Frédérick Tristan qui devait demeurer un ami fidèle jusqu'à sa mort[réf. souhaitée].
Franc-maçon, il a été membre de la loge de Paris de tendance guénonienne Thebah, appartenant à la Grande Loge de France.

## Publications
- Aspects de l'Alchimie traditionnelle, Paris, Éditions de Minuit, 1953, 240 p.
- De la nature des symboles, Paris, Flammarion, 1958, 126 p.[6]
- Les Sociétés secrètes, leurs origines et leur destin, Paris, Éditions Retz, 1963, 256 p.
- Histoire des sciences occultes, Lausanne, Éditions Rencontre, 1965, 112 p.
- avec Hubert Larcher et Gwen Le Scouézec, Encyclopédie de la divination, Paris, Tchou, 1964, 551 p.
- Guide de Versailles mystérieux, Paris, Tchou, 1966, 287 p.
- Histoire des grandes constructions, Levallois-Perret, Cercle du bibliophile, 1966, 112 p.
- Guide de Fontainebleau mystérieux, Paris, Tchou, 1967, 287 p.
- Hitler et les sociétés secrètes, enquête sur les sources occultes du nazisme, Paris, Cercle du nouveau livre d'histoire, 1969, 367 p.
- Énigmes et symboles du Mont-Saint-Michel, suivi d'une étude historique de Charles de Cossé-Brissac sur l'Ordre de Saint-Michel, Paris, Julliard, 1970, 311 p.
- Guide de la France mystérieuse, Paris, Presses pocket, 1975, 251 p.
- La Science des symboles. Contribution à l'étude des principes et des méthodes de la symbolique, Paris, Payot, 1976, 292 p.[7] - Prix Roland de Jouvenel de l’Académie française 1977
- René Guénon et l'actualité de la pensée traditionnelle, (dir.) avec Marina Scriabine, Actes du colloque international de Cerisy-la-Salle, 13-20 juillet 1973, Paris, Arche de Toth, 1981.
- Alchimie, préface de Michel Bounan, Paris, Allia, 2008, 98 p.
- Divers articles dans l'Encyclopædia Universalis : Alchimie, Astrologie, Histoire des cartes à jouer, Divination, Démonologie, Magie, Occultisme, Sociétés secrètes, Tradition, Théorie des Éléments, etc.